# Čepno
Čepno je naselje v Občini Pivka. Je majhna vas z okoli 40 prebivalci.